# Sardás
Sardás (en castillan : Sardas) est un village de la province de Huesca, situé à environ deux kilomètres à l'est de la ville de Sabiñánigo, à laquelle il est rattaché administrativement. 
Il comptait 38 habitants en 2019, contre environ 90 au XIXe siècle, après avoir subi un exode rural assez important au cours de la deuxième moitié du XXe siècle. 
L'église du village, dédiée à la Vierge du Pilier, remonte au XIIe siècle. Une abside semi-circulaire de style roman subsiste de cette époque, ainsi que le presbytère, recouvert par une voûte en berceau. Le reste de l'édifice a été construit au XVIIe siècle. Le village compte également une chapelle dédiée à saint Pierre, à deux kilomètres du principal noyau d'habitations. 